# Pontewitz
Pontewitz ist ein Ortsteil der Gemeinde Dobitschen im Landkreis Altenburger Land in Thüringen.

## Lage
Der Gutshof Pontewitz liegt am Südrand des Forstes Hoppeberg, etwa 800 m östlich von Dobitschen an der Kreisstraße 534 und unweit der Landesstraße 1362. Geologisch gesehen, befindet sich der Weiler in der Altenburger-Zeitzer Lösshügellandschaft schon in einem Teil der Leipziger Tieflandsbucht. Südlich des Weilers befindet sich der Kleine Gerstenbach, ein Quellfluss des Gerstenbachs.

## Geschichte
Im Jahre 1336 wurde das Dörfchen erstmals urkundlich erwähnt. Pontewitz gehörte zum wettinischen Amt Altenburg, welches ab dem 16. Jahrhundert aufgrund mehrerer Teilungen im Lauf seines Bestehens unter der Hoheit folgender Ernestinischer Herzogtümer stand: Herzogtum Sachsen (1554 bis 1572), Herzogtum Sachsen-Weimar (1572 bis 1603), Herzogtum Sachsen-Altenburg (1603 bis 1672), Herzogtum Sachsen-Gotha-Altenburg (1672 bis 1826). Bei der Neuordnung der Ernestinischen Herzogtümer im Jahr 1826 kam der Ort wiederum zum Herzogtum Sachsen-Altenburg.
Nach der Verwaltungsreform im Herzogtum gehörte Pontewitz bezüglich der Verwaltung zum Ostkreis (bis 1900) bzw. zum Landratsamt Altenburg (ab 1900). Juristisch war ab 1879 das Amtsgericht Altenburg und seit 1906 das Amtsgericht Meuselwitz für den Ort zuständig. Pontewitz gehörte ab 1918 zum Freistaat Sachsen-Altenburg, der 1920 im Land Thüringen aufging. 1922 kam der Weiler zum Landkreis Altenburg.
Am 1. Juli 1950 erfolgte die Eingemeindung des landwirtschaftlich geprägten Weilers nach Dobitschen. Bei der zweiten Kreisreform in der DDR wurden 1952 die bestehenden Länder aufgelöst und die Landkreise neu zugeschnitten. Somit kam Pontewitz als Ortsteil der Gemeinde Dobitschen mit dem Kreis Schmölln an den Bezirk Leipzig; jener gehörte seit 1990 als Landkreis Schmölln zu Thüringen und ging 1994 im Landkreis Altenburger Land auf.
Ende April 2012 wohnten im Ort 25 Personen.